# Одерматт, Карл
Карл Одерматт (нем. Karl Odermatt; род. 17 декабря 1942, Люцерн) — швейцарский футболист, полузащитник.

## Клубная карьера
Одерматт родился 17 декабря 1942 года в Люцерне. Когда ему было девять лет, его семья переехала с ним в Базель. Там Карл начал играть в футбол за местную команду Конкордия, в которой провел два сезона в третьем швейцарском дивизионе.
В 1962 году Одерматт перешел в сильнейший клуб города, «Базель» и в своем первом же сезоне в команде он выиграл Кубок Швейцарии под руководством Йиржи Соботки. Одерматт с командой пять раз выигрывал чемпионат и дважды Кубок Швейцарии, а в 1973 году был признан лучшим футболистом страны. В общей сложности Карл отыграл за команду из Базеля тринадцать сезонов своей игровой карьеры. Большинство времени, проведенного в составе команды он был её основным игроком.
В 1975 году заключил контракт с клубом «Янг Бойз», в составе которого провел следующие четыре года своей карьеры игрока. Играя в составе «Янг Бойз» также выходил на поле в основном составе команды и помог команде выиграть Кубок Швейцарии в 1977 году. Завершил игровую карьеру в 1980 году.
По завершении карьеры долгое время работал в структуре «Базеля», а в 1992 году недолго исполнял обязанности главного тренера клуба.

## Карьера в сборной
5 июня 1965 года дебютировал в официальных матчах в составе сборной Швейцарии в товарищеской игре против Англии.
В составе сборной являлся участником чемпионата мира 1966 года в Англии. На этом турнире он сыграл один матч с Западной Германией, его команда не преодолела групповой этап.
С 1970 года был капитаном сборной вплоть до завершения выступлений на международном уровне в конце 1973 года. В течение карьеры в национальной команде, которая длилась 11 лет, провел в ее форме 50 матчей, забив 10 голов.